# KV39
La tumba KV39, situada en el Valle de los Reyes en Egipto, es una de las localizaciones posibles de la tumba del faraón Amenhotep I. Está situada sobre las rocas, lejos de la zona principal del valle y de otras sepulturas reales, en el lecho de un uadi al este de la colina de El-Qurn, justo debajo de la aldea de los trabajadores. 
Fue descubierta por Boutros Andraos, y C. Macarios en 1900 mientras trabajaban para Victor Loret, pero no fue examinada a fondo hasta la década de 1990, cuando lo hizo John Rose, que encontró referencias a Thutmose I, Amenhotep I, y Thutmose II. El sitio fue examinado más a fondo en 2002 por Ian Buckley, que corrigió el plano y recuperó restos de cerámica.
Weigall sugirió que pertenecía a Amenhotep I por las semejanzas entre la KV39 y las descripciones de la tumba del faraón en algunos papiros.

## Descripción
No solamente la localización es inusual, la disposición de la tumba también es única: desciende en tres diversas direcciones formando tres ejes. Cada uno consiste en una serie de pasillos y en dos de ellos hay compartimientos rectangulares al final:

La escalera de entrada se adentra bajo El-Qurn, hasta un pasillo inclinado que se ensancha en su extremo inferior. Desde este primer pasillo hay dos pasos: Uno se abre a unas escaleras y conduce a otra cámara funeraria, que tiene un hoyo en el suelo, bajo la pared posterior. El otro paso da a un pasillo en pendiente que llega a unas escaleras y a un segundo pasillo hasta otra cámara. 
El primer corredor parece haber sido excavado en primer lugar, posiblemente durante la dinastía XVIII. Los otros sistemas de pasillos, escaleras y compartimentos son posteriores. 

## Conservación
La primera descripción de la tumba habla de restos de decoración en la época de su descubrimiento, pero todos los rastros habían desaparecido cuando Rose comenzó a excavar en 1989. Se han encontrado restos humanos, ropas, alimentos, joyería, instrumentos de momificación, objetos religiosos, documentos y vasijas.
La parte superior de la tumba está excavada en pizarra de mala calidad, lo que ha no ha preservado las superficies originales. Los pasillos y los compartimientos inferiores están en roca caliza, aunque hay varias grietas en la estructura. Las inundaciones de 1994 arruinaron la zona oeste, aunque sigue siendo accesible; no así el pasillo y cámara meridional, que quedaron llenos de restos de derrumbe. 